# Greenville, Kalifornien
Greenville är en ort i Plumas County i delstaten Kalifornien, USA.